# Dr. Strangefate
Dr. Strangefate is een personage uit de strips van Amalgam Comics. Hij maakte zijn debuut in Doctor Strangefate #1, maar zijn oorsprong werd onthuld in More Strange Tales #110. Dr. Strangefate is een combinatie van Marvel Comics’ Dr. Strange en DC Comics’ Dr. Fate. Zijn naam is overgenomen van Marvels Professor X.
Dr. Strangefate is het sterkste personage uit Amalgam Comics. Hij hielp mee met de formatie van het Amalgam Universum, en is derhalve een van de weinige personages die zich bewust is van het feit dat er ooit twee universums waren: het Marvel Universum en het DC Universum. Dr. Strangefate is geregeld een tegenstander van Access, wiens taak het is de twee universums gescheiden te houden.
Om zijn universum intact te houden heeft Dr. Strangefate vele helden en schurken opgezet tegen Access. In de mini-serie All Access bleek hij het Marvel Universum te zijn binnengedrongen waar hij Dr. Strange probeerde te manipuleren in hetmaken van interdimensionele poorten. Hij werd gestopt door Batman en Access.
Dr. Strangefate was tevens verantwoordelijk voor de creatie van de X-League, een fusie van de Avengers en de X-Men.
Dr. Strangefate werd voorgoed verslagen dankzij Access en Dr. Strange. Dr. Strange stopte het Amalgam Universum vervolgens in een zakdimensie zodat Dr. Strangefate niet meer een bedreiging zou vormen voor de Marvel en DC universums.